# Witte klaver
De witte klaver (Trifolium repens) is een vaste plant uit de vlinderbloemenfamilie (Fabaceae), die zijn naam te danken heeft aan de overwegend witte kleur van de bloeiwijzen. Het is een bekende soort die voorkomt in graslanden, op gazons en in wegbermen. De soortaanduiding repens is Latijn voor "kruipend", een verwijzing naar de kruipende stengels. Net als bij andere klaversoorten bestaat het blad uit drie deelblaadjes. Soms komen er planten voor met vier deelblaadjes, het (klavertjevier), dat geluk zou brengen door het te plukken of aan te raken.

## Beschrijving

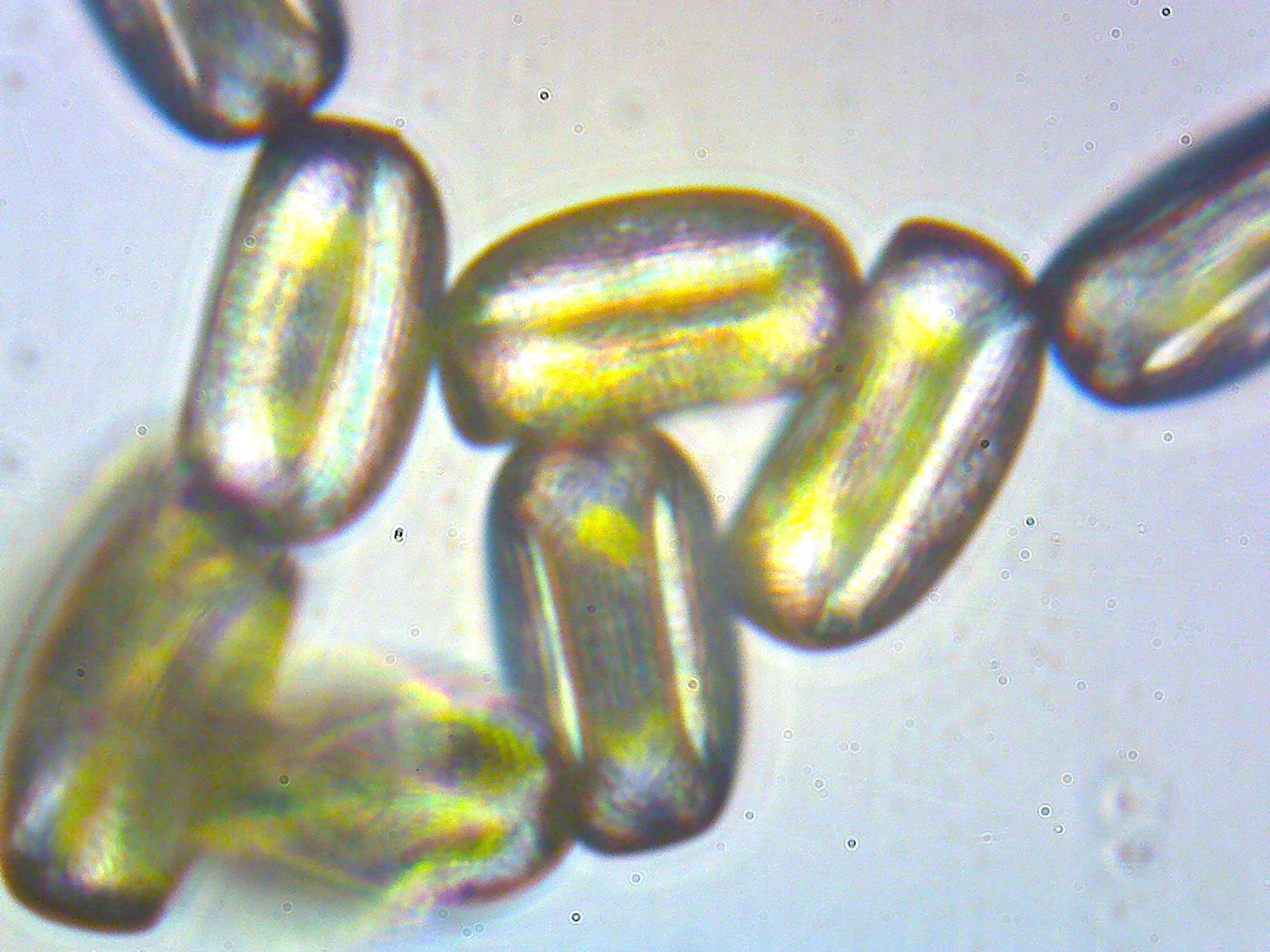
pollenkorrels van witte klaver

Witte klaver is een kaal, laagblijvend, overblijvend kruid, dat overwintert met kruipende stengels op de bodem.
Hij heeft 32 chromosomen (2n+2p = 32).
De tot 50 cm lange stengels liggen op de grond en wortelen op de knopen. Alleen de toppen zijn opgericht.
Het blad bestaat uit drie blaadjes, die rond tot eirond zijn. Ze kunnen fijngetand of gaaf zijn. Elk blaadje is 1-3 cm lang en is voorzien van een bleke gebogen band over de hele breedte en ongeveer halverwege de lengte van elk blaadje. De steunblaadjes aan de voet van de bladsteel zijn vliezig, tot een kokertje vergroeid om de stengel (hoewel dat uiteindelijk vaak scheurt) en naar de top toe plotseling toegespitst.
De plant bloeit van mei of juni tot de herfst met witte bloemen in een hoofdjesachtige tros met een lange steel. De bloemen zijn tweeslachtig en tweezijdig symmetrisch. De bloemkroon steekt ver voorbij de kale kelk die bestaat uit vijf samengegroeide kelkblaadjes die uitlopen in ongelijke langwerpigdriehoekige slippen. De bloemkroon is wit of later roze aangelopen. Er zijn vijf aan de voet vergroeide bloemkroonblaadjes, die samen de kenmerkende anatomie hebben die bekend is van de meeste vlinderbloemigen, met een vlag, zwaarden en een uit twee blaadjes bestaande kiel. De negen onderste meeldraden zijn met elkaar vergroeid, en aan de voet van de bovenste meeldraad wordt nectar afgescheiden. Na de bloei valt de bloemkroon niet af maar verdroogd bruin. De bloemen hebben de kenmerkende zoete geur van klaverhoning. De bloemen zijn 0,8-1,3 cm lang. De bloemen verwelken via roze tot bruin. De kelkbladen zijn tiennervig.
De vrucht is een peultje dat verborgen zit in de bruine en verdroogde bloemkroon, en bevat meestal 2-5 gele en later bruingele hartvormige zaden.

### Verschillen met andere klaversoorten
Witte klaver lijkt voor en tijdens de bloei sterk op aardbeiklaver en de basterdklaver, die ook witte naar roze verbloeiende bloemhoofdjes kunnen hebben, maar bij witte klaver zijn de steunblaadjes aan de voet van elk blad vliezig, tot een kokertje vergroeid en plotseling smal toegespitst, terwijl die bij beide andere soorten niet vliezig, niet met elkaar vergroeid en geleidelijk toegespitst zijn. Witte klaver heeft vaak (maar niet altijd) een lichte halvemaanvormige band op het blad, die bij aardbei- en basterdklaver niet voorkomt. Basterdklaver heeft geen kruipende en op de knopen wortelende stengels, maar holle, rechtopstaande stengels. De kelken van aardbeiklaver zwellen na de bloei op zodat een framboosachtig, roze viltig behaard hoofdje ontstaat, terwijl bij witte en basterdklaver de bruine uitgebloeide bloemkronen het beeld bepalen. De rode klaver heeft vaak ook een lichte gebogen band midden over elk deelblaadje, maar heeft uitsluitend opstijgende stengels die niet wortelen op de knopen, en de bloemhoofdjes staan vlak boven het bovenste paar bladeren. De bochtige klaver heeft kruipende maar uiteindelijk opstijgende, van blad naar blad zigzaggende stengels en de bloemhoofdjes zijn aanvankelijk kort gesteeld, maar de steel groeit tijdens de bloei. De andere in Nederland voorkomende klaversoorten zijn eenjarig en wortelen niet op de knopen van de stengels.

## Toepassingen
Witte klaver is genetisch divers en kan zich goed aanpassen aan uiteenlopende omstandigheden, en hij combineert goed met overjarige grassoorten. De soort kan zich goed handhaven door het uitgroeien van de kruipende stengels en door uit zaad op te slaan. Bijzonder nuttig is ook dat de soort een symbiose heeft met stikstofbindende bacteriën van de soort Rhizobium trifolii, die zich in knolletjes op de wortels bevinden.
Er zitten veel voordelen aan de aanwezigheid van witte klaver in grasland, zoals het hoge gehalte aan eiwitten en mineralen, het feit dat het graag gegeten wordt door het vee en zo het hele jaar een bijdrage levert aan de voeding daarvan. Witte klaver heeft een hoge voedingswaarde met 22-28% eiwit, ongeveer 3% vet en 16-21% ruwe vezel. Het gewas wordt bijna altijd gebruikt in combinatie met grassoorten. Hij wordt toegepast voor begrazing, om te hooien, en als bodembedekker in de tuinbouw. Hij is belangrijk in de melkveehouderij, de vlees- en wolproductie, en leidt daar tot een sterke verbetering van de opbrengsten.
Witte klaver is ook een belangrijke drachtplant voor honingbijen, en zou op wereldschaal zelfs de belangrijkste soort zijn voor de honingproductie. Kinderen plukken de bloempjes om er nectar uit te zuigen, en witte klaver wordt daarom soms ook suikerbloem genoemd.
Al eeuwen staat het vinden van een klavertjevier bekend als geluksbrenger, omdat deze bladvorm zeldzaam is, maar vooral omdat het een symbool voor het kruis is. Klavertjevier zou de kwade invloed van heksen en magiërs weren.

## Verspreiding
Witte klaver is vermoedelijk ontstaan ergens in het Middellandse Zeegebied, en heeft zich tussen het eind van de laatste ijstijd en het begin van de geschiedschrijving met trekkende kuddes vee verspreid over Europa en het westen van Azië. De soort zou 400 jaar geleden voor het eerst opzettelijk gekweekt zijn in Nederland, en werd er al klaverzaad geëxporteerd naar Engeland, om zich vervolgens met migranten te verspreiden naar alle vochtige tot natte gematigde gebieden op aarde. Hij is wijdverbreid in West-Europa, Noord-Amerika, het Australaziatisch gebied en Nieuw-Zeeland. Witte klaver is overal in Nederland en België zeer algemeen.

## Ecologie

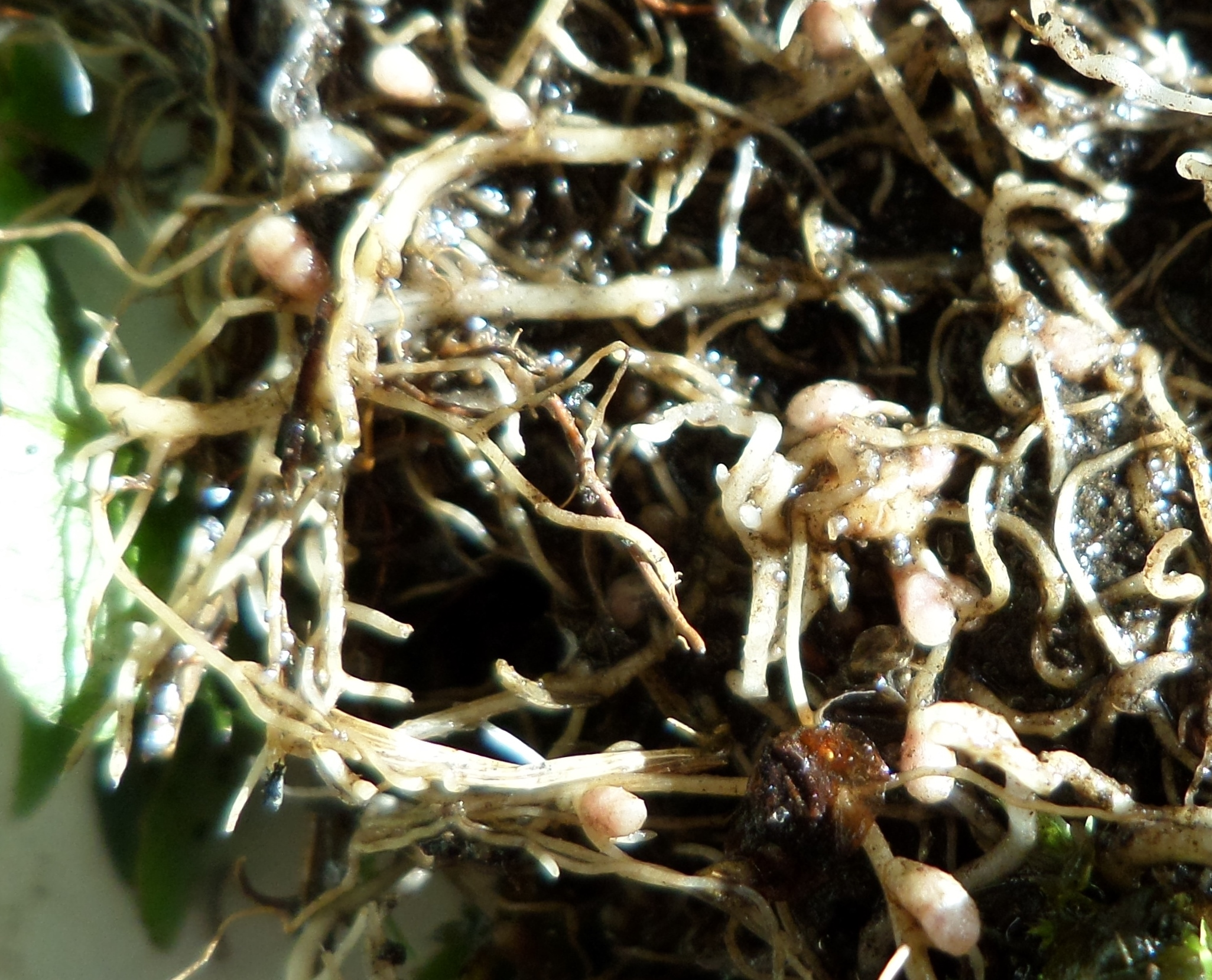
wortelknolletjes

Witte klaver groeit op allerlei zonnige plaatsen op uiteenlopende grondsoorten, zelfs op hoogveen. De zaden kiemen vooral in kale grond, zoals op molshopen of in bewerkte aarde. In drogere klimaten is witte klaver soms eenjarig en komt dan vooral terug uit zaad, terwijl in vochtigere en koudere klimaten de vermeerdering vooral plaatsvindt door de kruipende stengels. Waar witte klaver niet door de mens gezaaid is, komt hij meestal voor waar er een sterk wisselende waterstand is. De soort kan niet tegen een voortdurend hoge waterstand, maar verdraagt bijvoorbeeld wel langdurige inundatie in het winterhalfjaar, zoals in duinvalleien en uiterwaarden. Hij groeit ook aan de rand van schorren, maar kan niet tegen al te zout en stilstaand water. Witte klaver houdt geen stand in de schaduw of tussen lang gras, maar is beter bestand tegen begrazing en betreding dan de grassen waarmee hij voorkomt. Witte klaver kan goed tegen bemesting, maar boet in aan concurrentiekracht als er heel veel nitraat in de bodem is. Als Engels raaigras door vorst of droogte achteruitgaat neemt het aandeel witte klaver in de vegetatie toe. Doordat er door de wortelknolbacteriën veel nitraat in de bodem beschikbaar wordt gemaakt, wordt de concurrentiekracht van het gras weer groter en neemt het aandeel witte klaver vervolgens weer af.

### Bestuiving
Witte klaver wordt vooral bestoven door honingbijen en door hommels. De zaadzetting bij witte klaver bij zelfbestuiving is een fractie van het resultaat bij kruisbestuiving, en honingbijen en hommels zijn succesvol in het tot stand brengen van bestuiving.

### Ziekten en plagen

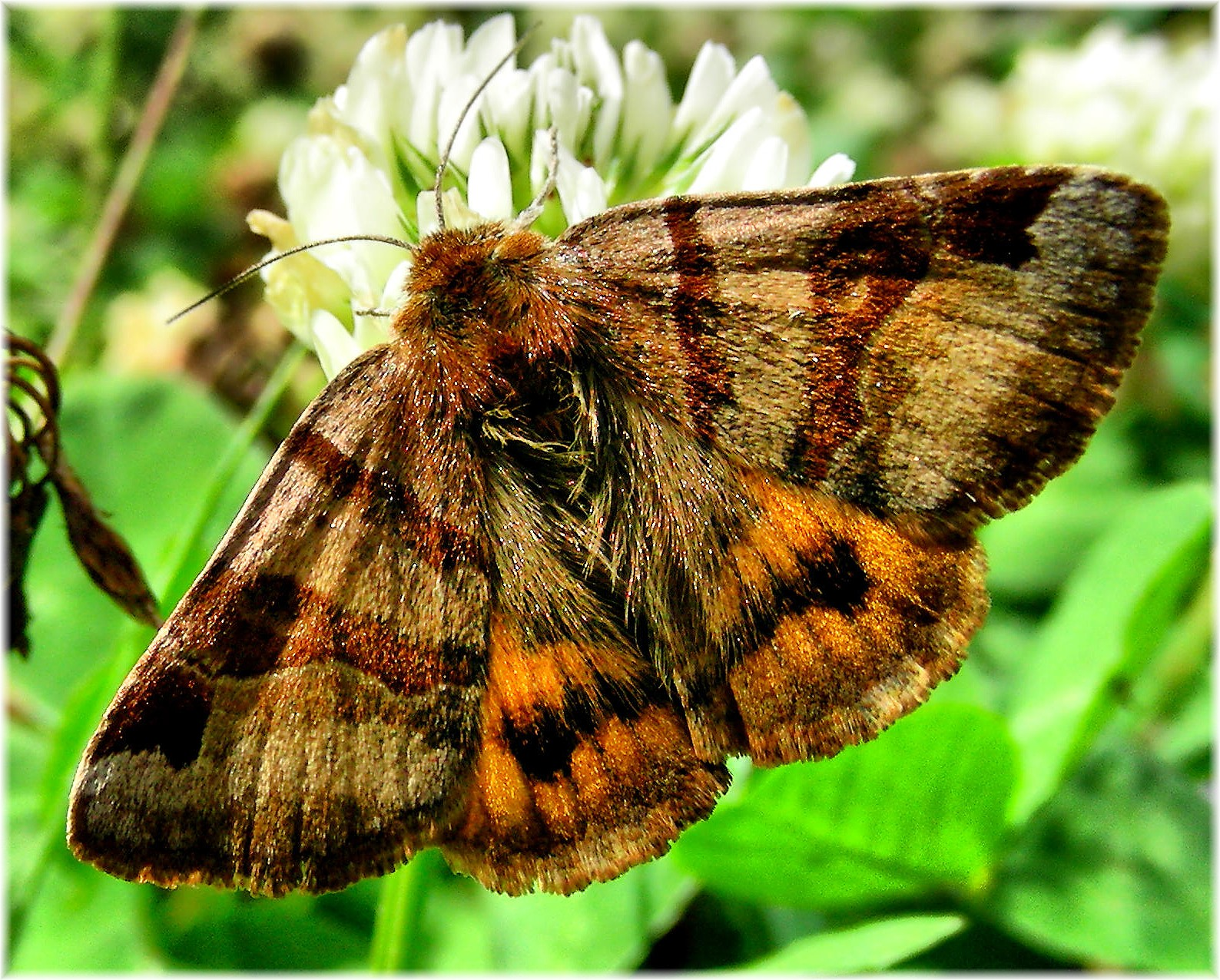
bruine daguil op witte klaver

De dagvliegende bruine daguil Euclidia glyphica leeft van verschillende klaversoorten in vochtige graslanden en struweelranden, maar komt weinig voor in het westen van Nederland. De klaverspanner Semiothisa clathrata komt eveneens vaker voor in het oosten en leeft op klaversoorten en op hopklaver.
Bij witte klaver komt het verschijnsel van bloemvergroening voor, dat wordt veroorzaakt door een mycoplasma en wordt overgebracht door dwergcicaden behorend tot de geslachten Aphrodes, Euscelis en Macrosteles. Anderhalve maand nadat de cicade voor het eerst het mycoplasma heeft opgezogen kan die de rest van z'n leven nieuwe planten besmetten. Uiteindelijk verspreidt de ziekte zich door de hele plant. Het effect van de besmetting is afhankelijk van het moment waarop die op is getreden. Waren de bloemen al volledig gevormd, dan blijft de bloemkroon groen in plaats van wit te worden. Bij een vroegere besmetting vergroeien de kelken en vruchtbeginsels bladachtig en nog vroeger ontwikkelt het bloemhoofdje zich tot een bosje kleine gesteelde eentallige of soms drietallige blaadjes. Uiteindelijk worden de stengels korter en sterker vertakt zodat een soort heksenbezem ontstaat. Witte klaver kan besmet raken door de klaverbekerzwam (klaverkanker), Sclerotinia trifoliorum, die onder de grond zwarte gezwellen veroorzaakt van tot 2 cm lang, en leidt tot het rotten van de wortels waardoor de planten verwelken en dood gaan. In het najaar verschijnen er dan gesteelde rossig bruine bekertjes van minder dan 1 cm doorsnede. Sclerotinia spermophila besmet klaverzaden en heeft kaneelkleurige bekertjes van ruim 1 mm doorsnede. Chocoladekleurige en zwarte vlekken op de bladeren worden veroorzaakt door respectievelijk Pseudopeziza trifolii en Cymadothea trifolii.

## Taxonomie
Witte klaver is een allotetraploid (2n+2p = 32), waarvan de vermoedelijke oudersoorten T. occidentale en T. pallescens zijn.